# Spilosoma elegans
Spilosoma elegans là một loài bướm đêm thuộc phân họ Arctiinae, họ Erebidae.